# Клефмон
Клефмон (фр. Clefmont) насеље је и општина у североисточној Француској у региону Шампањ-Арден, у департману Горња Марна која припада префектури Шомон.
По подацима из 2011. године у општини је живело 216 становника, а густина насељености је износила 11,17 становника/km². Општина се простире на површини од 19,33 km². Налази се на средњој надморској висини од 478 метара.

## Демографија
| 1962. | 1968. | 1975. | 1982. | 1990. | 1999. | 2011. |
| ----- | ----- | ----- | ----- | ----- | ----- | ----- |
| 216   | 237   | 235   | 229   | 225   | 219   | 216   |

График промене броја становника у току последњих година